# スウェリング (核物理学)
スウェリング (核物理学) (Swelling)
原子炉内部で高エネルギー中性子の照射を受けた構成部材中の原子核が核反応を起こして水素、重水素、三重水素やヘリウムなどの軽元素が発生し、金属粒界の間などで泡となって現れる。この泡のガス圧によって部材が内部より膨張し最悪では破壊される現象。ボイド・スウェリングともいう。
現存の核分裂炉でも炉心設計時の重要項目の一つではあるがコントロール可能な要素として大きな問題となっていない。しかし将来の核融合炉においてはその基本構造の違いから照射される中性子量が加圧水型核分裂炉のおよそ100倍とも言われており、放射化問題とあわせて解決すべき重要な技術的課題となっている。